# Pranesh M
Pranesh M  est un joueur d'échecs indien né le 26 août 2006 à Karaikudi, grand maître international depuis 2023.
Au 1er janvier 2024, il est le 33e joueur  indien avec un classement Elo de 2 538 points.

## Carrière
En janvier 2020, à treize ans Pranesh M marqua 8 points sur 9 au 18e tournoi international de New Delhi et réalisa une performance Elo de 2 645 points et finit à la 2e-5e place du tournoi sans subir de défaite,.
En janvier 2023, il remporte la 50e édition (2022-2023) de la Rilton Cup de Stockholm, faisant partie du Circuit FIDE 2023, avec  8 points sur 9.
Grâce à cette victoire, Pranesh M obtient obtient un classement Elo de 2 504 points en février 2023 et réalise la troisième norme nécessaire pour le titre de grand maître international. Le titre lui est décerné lors du 1er congrès de la Fédération internationale des échecs en 2023.
En juin 2023, il finit premier ex æquo (deuxième au départage) de l'open de Silver Lake (Srebrno Jezero) en Serbie avec 8 points sur 9,.
En septembre 2023, il finit premier ex æquo (quatrième au départage) de l'open de Tsakhkadzor en Arménie avec 7 points sur 9,.